# 南曼斯菲尔德 (路易斯安那州)
南曼斯菲尔德（英語：South Mansfield），是美国路易斯安那州下属的一座村镇。根据2010年美国人口普查，该市有人口346人。建置上，属于“village”。